# Майсурадзе Арчіл Семенович
Арчіл Семенович Майсурадзе (1909, село Харіствала, тепер Грузія — 1959?, місто Москва, тепер Російська Федерація) — грузинський радянський військово-політичний діяч, політрук прикордонного загону НКВС, полковник. Депутат Верховної ради СРСР 1-го скликання.

## Життєпис
Народився в бідній селянській родині. З 1921 по 1924 рік працював у пекарні. У 1921 році вступив до комсомолу.
З грудня 1924 року — курсант Закавказької військово-піхотної підготовчої школи імені Серго Орджонікідзе. Потім був курсантом Московської та Закавказької піхотних шкіл РСЧА.
Після закінчення навчання — на політичній роботі в Червоній армії. З 1929 року служив у прикордонному загоні ОДПУ в Аджарській АРСР, у 1930 році був обраний секретарем комсомольського комітету прикордонного загону ОДПУ. Член ВКП(б) з 1930 року.
Служив інструктором із політичної роботи прикордонного загону, а з 1933 року — секретарем партійного бюро і політичним керівником (політруком) прикордонного загону у Аджарській АРСР.
З червня 1941 року — військовий комісар охорони військового тилу 12-ї армії Південно-Західного фронту; військовий комісар 95-го прикордонного полку особливого призначення військ НКВС Охорони тилу Південного фронту; військовий комісар Окремої мотострілецької бригади особливого призначення НКВС СРСР; заступник командира із політичної частини, начальник політичного відділу (з червня 1943 року) 140-ї Сибірської стрілецької дивізії (4-го формування). Воював на Південно-Західному, Південному, Карельському, Закавказькому та Центральному фронтах.
Потім служив у Головному політичному управлінні Радянської армії та Військово-морського флоту.
Похований на Ваганьковському цвинтарі Москви.

## Звання
- полковий комісар
- підполковник
- полковник

## Нагороди
- орден Леніна (15.11.1950)
- чотири ордени Червоного Прапора (1942, 30.09.1943, 3.11.1944, 30.04.1945)
- орден Вітчизняної війни І ст.(5.11.1943)
- орден Червоної Зірки (3.11.1944)
- медаль «За оборону Москви»
- медаль «За оборону Кавказу»
- медаль «За перемогу над Німеччиною у Великій Вітчизняній війні 1941—1945 рр.»